# News Corp
News Corp — американский транснациональный медиахолдинг. Возник в 2013 году в результате реорганизации и выделения из медиахолдинга News Corporation. Наиболее крупными активами корпорации являются Dow Jones & Company (The Wall Street Journal), News UK, New York Post и HarperCollins.
Принадлежит семье Мёрдоков.

## История
Медиахолдинг News Corporation был основан в 1979 году. В 2012 году его основатель и владелец, Руперт Мёрдок, принял решение о разделении медиахолдинга на две самостоятельные компании. Правопреемницей прежней компании стала компания 21st Century Fox, в которую вошли кинокомпания 20th Century Fox, сеть телекомпаний Fox Networks Group и ряд других телекомпаний, а газетный и издательский бизнес перешёл к новой компании, называемой News Corp. Руперт Мёрдок стал председателем и главным исполнительным директором обеих компаний, News Corp и 21st Century Fox, а его сыновья Джеймс и Лахлан заняли места в советах директоров новых структур. С 1 июня 2013 года акции News Corp стали котироваться на бирже NASDAQ. Одной из основных причин разделения стало так называемое «Дело News International» о противозаконных способах получения информации (прослушке телефонов и др.), по результатам которого был закрыт один из самых популярных британских таблоидов News of the World.

## Деятельность
Подразделения по состоянию на 2022 год:
- News Media — выпуск газет дочерними компаниями News Corp Australia (Австралия, The Australian, The Daily Telegraph и др.), News UK (Великобритания, The Sun, The Sun on Sunday, The Times и The Sunday Times) и New York Post (США), 23 % выручки;
- Dow Jones — дочерняя компания Dow Jones & Company, куда входят такие издания, как The Wall Street Journal, Factiva, Dow Jones Risk & Compliance, Dow Jones Newswires, Barron’s, MarketWatch, Dow Jones PEVC и DJX, 22 % выручки;
- Book Publishing — издательство HarperCollins, 20 % выручки;
- Subscription Video Services — спортивные, развлекательные и новостные программы для операторов платного телевидения и стриминговых сервисов, 20 % выручки;
- Digital Real Estate Services — рекламные услуги в сфере торговли недвижимостью, 16 % выручки.

Регионы деятельности:
- Австралия — 40 % выручки;
- США — 39 % выручки;
- Великобритания — 12 % выручки;
- остальная Европа — 5 % выручки;
- Канада — 2 % выручки;
- другие регионы — 4 % выручки.